# Сновик
Сновик (словен. Snovik) — поселення в общині Камник, Осреднєсловенський регіон, Словенія. Висота над рівнем моря: 485,3 м.